# 維斯塔

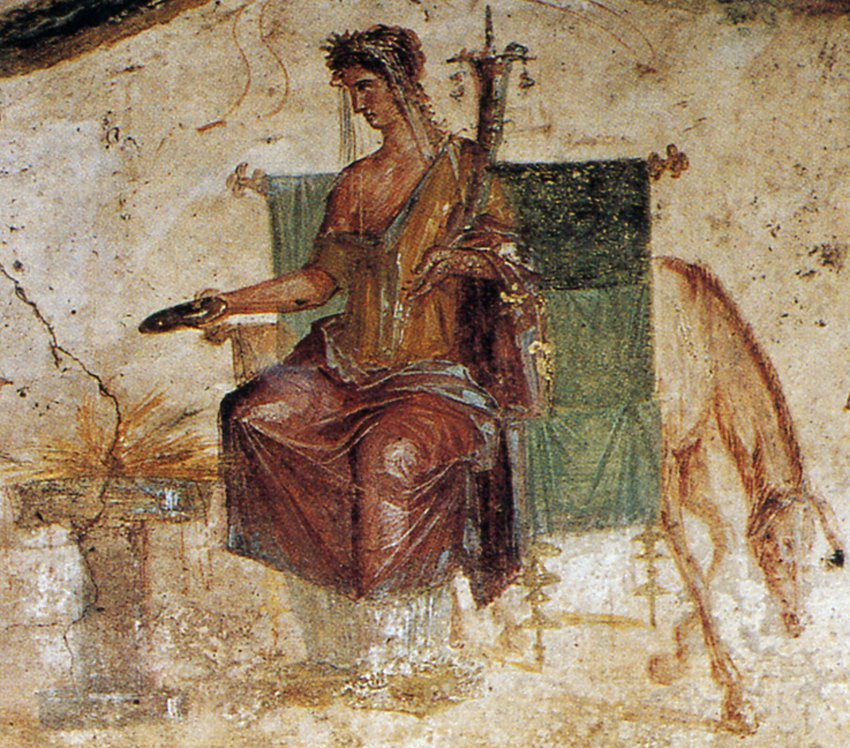

维斯塔（相當於希腊神话的赫斯提亚），炉灶和家庭的保护神，帮助朱诺负责家庭生活事务，她代表的是女性的贞洁、贤惠、善良、勤劳，她终身不嫁，在每个家庭都会有她的一个位置，炉灶上的火代表她的存在，但她参与众神事务较少。維斯塔利亞（Vestalia），慶祝的维斯塔節日，被視為古羅馬其中一個最重要的節日。

## 外部連結
- Vesta at Encyclopædia Britannica. （页面存档备份，存于）
- Ancient texts on Vesta （页面存档备份，存于）, from Tiresias: The Ancient Mediterranean Religions Source Database.